# Champi Herreros
Manuel Herreros (Villarrobledo, Albacete; 20 de abril de 1963), más conocido como Champi Herreros, es un expiloto español de motociclismo. Compitió en el Campeonato del Mundo de Motociclismo, resultando subcampeón de la categoría de 80cc en 1986 y 1987, y fue el último campeón del mundo de esta categoría en 1989 a los mandos de una Derbi.

## Biografía
Disputó su primer gran premio en 1984 y consiguió dos victorias en su carrera deportiva: Alemania en 1986 y San Marino en 1987. En total subió 21 veces al pódium en 80 cc y una en 125 cc.
Fue subcampeón del mundo de la categoría de 80 cc en 1986 y el último campeón del mundo de esta categoría en 1989 a los mandos de una Derbi.  Curiosamente, la temporada en que conquistó el título del mundo, no consiguió ganar ninguna carrera. En la actualidad dirige su propia escudería, el Champi Team, que compite en el Campeonato de España de Velocidad.

### Resultados en el Campeonato del Mundo
Sistema de puntuación desde 1969 hasta 1987:
| Posición | 1.º | 2.º | 3.º | 4.º | 5.º | 6.º | 7.º | 8.º | 9.º | 10.º |
| Puntos   | 15  | 12  | 10  | 8   | 6   | 5   | 4   | 3   | 2   | 1    |

Sistema de puntuación desde 1988 hasta 1991:
| Posición | 1.º | 2.º | 3.º | 4.º | 5.º | 6.º | 7.º | 8.º | 9.º | 10.º | 11.º | 12.º | 13.º | 14.º | 15.º |
| Puntos   | 20  | 17  | 15  | 13  | 11  | 10  | 9   | 8   | 7   | 6    | 5    | 4    | 3    | 2    | 1    |

#### Carreras por año
| Año  | Cat.  | Moto     | 1       | 2       | 3       | 4      | 5       | 6       | 7       | 8       | 9       | 10      | 11      | 12     | 13      | 14      | 15    | Pts. | Pos. |
| ---- | ----- | -------- | ------- | ------- | ------- | ------ | ------- | ------- | ------- | ------- | ------- | ------- | ------- | ------ | ------- | ------- | ----- | ---- | ---- |
| 1984 | 80cc  | Derbi    |         | NAC -   | ESP Ret | AUT -  | ALE -   |         | YUG -   | NED -   | BEL -   |         |         | RSM -  |         |         |       | 0    | -    |
| 1984 | 125cc | Derbi    |         | NAC -   | ESP 5   | AUT -  | ALE -   | FRA -   |         | NED -   |         | GBR -   | SUE -   | RSM -  |         |         |       | 6    | 15.º |
| 1985 | 80cc  | Derbi    |         | ESP 3   | ALE Ret | NAC 2  |         | YUG 3   | NED 4   |         | FRA Ret |         |         | RSM 6  |         |         |       | 45   | 4.º  |
| 1986 | 80cc  | Derbi    | ESP 3   | NAC 3   | ALE 1   | AUT 2  | YUG -   | NED 2   |         |         | GBR 4   |         | RSM 3   | BWU 4  |         |         |       | 85   | 2.º  |
| 1987 | 80cc  | Derbi    |         | ESP 6   | ALE 5   | NAC 2  | AUT 3   | YUG 5   | NED 2   |         | GBR DNS |         | CHE 4   | RSM 1  | POR 2   |         |       | 86   | 2.º  |
| 1988 | 80cc  | Derbi    |         |         | ESP 4   | EXP 2  | NAC 3   | ALE 3   |         | NED DNQ |         | YUG 7   |         |        |         | CHE Ret |       | 69   | 4.º  |
| 1988 | 125cc | Derbi    |         |         | ESP Ret |        | NAC 2   | ALE 4   | AUT Ret | NED -   | BEL -   | YUG Ret | FRA DNQ | GBR 16 | SUE DNQ | CHE DNQ |       | 30   | 15.º |
| 1989 | 80cc  | Derbi    |         |         |         | ESP 5  | NAC 4   | ALE 2   |         | YUG 2   | NED 2   |         |         |        |         | CHE 2   |       | 92   | 1.º  |
| 1990 | 125cc | JJ Cobas | JAP Ret |         | ESP DNQ | NAC 16 | ALE Ret | AUT Ret | YUG Ret | NED Ret | BEL Ret | FRA Ret | GBR 20  | SUE 21 | CHE Ret | HUN Ret | AUS - | 0    | -    |
| 1991 | 125cc | JJ Cobas | JAP 33  | AUS Ret |         | ESP 10 | ITA Ret | ALE Ret | AUT -   | EUR -   | NED -   | FRA -   | GBR -   | RSM -  | CHE -   |         | MAL - | 6    | 33.º |

| Color     | Resultado                                                               |
| --------- | ----------------------------------------------------------------------- |
| Oro       | Ganador                                                                 |
| Plata     | 2.ª plaza                                                               |
| Bronce    | 3.ª plaza                                                               |
| Verde     | Finalizó en los puntos                                                  |
| Azul      | Finalizó sin puntos                                                     |
| Azul      | NC - No clasificado                                                     |
| Violeta   | Ret - No terminó (Carrera)                                              |
| Rojo      | DNQ - No se clasificó                                                   |
| Negro     | DSQ - Descalificado                                                     |
| Blanco    | DNS - No empezó (carrera)                                               |
| Blanco    | WD - Retirado (fin de semana)                                           |
| Blanco    | C - Carrera cancelada                                                   |
| Sin color | DNP - Inscrito pero no participó                                        |
| Sin color | INJ - Lesionado                                                         |
| Sin color | EX - Excluido                                                           |
| Estado    | Resultado                                                               |
| Negrita   | Pole position                                                           |
| Cursiva   | Vuelta rápida                                                           |
| †         | Abandona, pero clasifica al completar el porcentaje requerido para ello |

## Premios, reconocimientos y distinciones
- Medalla de Plata de la Real Orden del Mérito Deportivo, otorgada por el Consejo Superior de Deportes (1994)[12]